# Drifter Cirque
Der Drifter Cirque (englisch für Herumtreiberkessel, auch als Eddy Cirque bekannt) ist ein Bergkessel im ostantarktischen Viktorialand. In der Convoy Range liegt er am nordöstlichen Ende des Eastwind Ridge zwischen Mount Schmidtman und Mount Naab.
Seinen Namen verdankt der Gletscher dem Umstand, dass der Eisstrom vom Eastwind Ridge unzureichend ist, um das Moränengeröll an seiner Oberfläche über den Fry-Gletscher weiterzuleiten. Dieses lagert sich in Form eines Wirbels (englisch eddy) im Bergkessel ab. Beide Benennungen gehen auf das New Zealand Geographic Board zurück, erstere wurde am 15. Januar 2008 vom Advisory Committee on Antarctic Names anerkannt.